# Graschnitz
Graschnitz ist eine Ortschaft und eine Katastralgemeinde der Gemeinde Sankt Marein im Mürztal im Bezirk Bruck-Mürzzuschlag in Steiermark.
Das im Nordwesten des Ortes liegende Schloss Graschnitz wurde im 16. Jahrhundert errichtet und seitdem mehrmals umgestaltet. Seine heutige Form erhielt es in der 2. Hälfte des 19. Jahrhunderts. In den Wirtschaftsgebäuden ist der Reitclub Schloss Graschnitz untergebracht. Das Schloss selbst steht unter Denkmalschutz (Listeneintrag).

## Siedlungsentwicklung
Zum Jahreswechsel 1979/1980 befanden sich in der Katastralgemeinde Graschnitz insgesamt 19 Bauflächen mit 18.292 m² und 30 Gärten auf 57.921 m², 1989/1990 gab es 15 Bauflächen. 1999/2000 war die Zahl der Bauflächen auf 111 angewachsen und 2009/2010 bestanden 34 Gebäude auf 106 Bauflächen.

## Bodennutzung
Die Katastralgemeinde ist landwirtschaftlich geprägt. 49 Hektar wurden zum Jahreswechsel 1979/1980 landwirtschaftlich genutzt und 8 Hektar waren forstwirtschaftlich geführte Waldflächen. 1999/2000 wurde auf 15 Hektar Landwirtschaft betrieben und 19 Hektar waren als forstwirtschaftlich genutzte Flächen ausgewiesen. Ende 2018 waren 10 Hektar als landwirtschaftliche Flächen genutzt und Forstwirtschaft wurde auf 15 Hektar betrieben. Die durchschnittliche Bodenklimazahl von Graschnitz beträgt 35 (Stand 2010).